# Josep Morell Macias
Josep Morell Macias (Sant Esteve d'En Bas, 1899 - Barcelona, 24 de juliol de 1949), fou un pintor i cartellista català.

## Biografia
Es va formar a l'Escola de Belles Arts de Santa Isabel de Sevilla, i va ser deixeble de Manuel González Santos. Després d'una temporada a Madrid es va traslladar a Barcelona, on va fixar la seva residència. Fou professor auxiliar de l'Escola d'Arts i Oficis de Barcelona.
És considerat un dels millors cartellistes catalans de la seva època i un excel·lent pintor de cavallet.
Una de les seves darreres obres fou la realització d'un cartell que va presentar a l'Exposició de Cartells Artístics Pro-Hospitals, organitzada pel Reial Cercle Artístic de Barcelona.
A Catalunya es poden trobar obres seves en diferents institucions públiques, entre elles la Biblioteca Museu Víctor Balaguer de Vilanova i la Geltrú o l'escola Dr. Robert de Camprodon. També és autor de l'absis de l'església parroquial de l'Ametlla del Vallès.

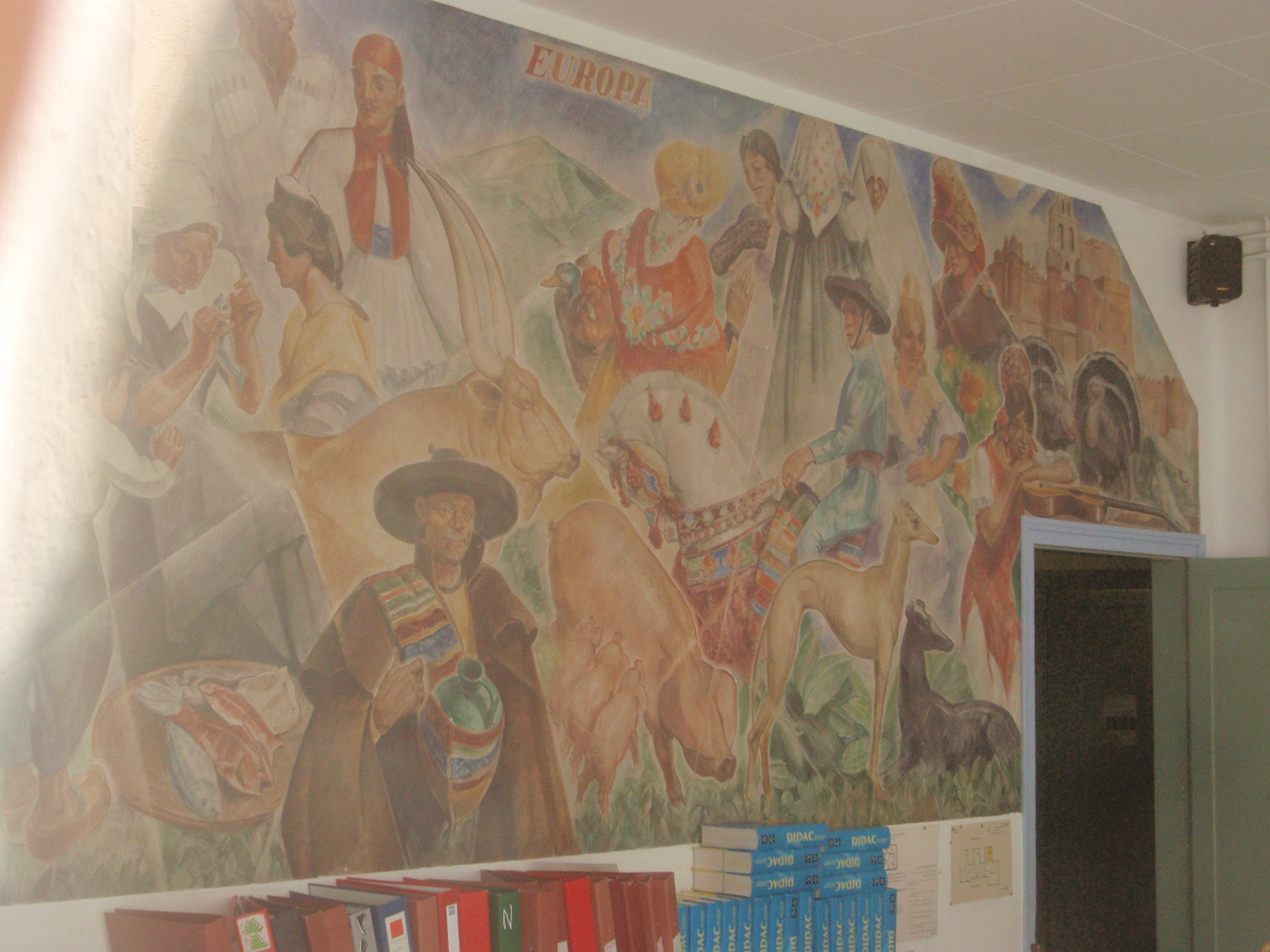
Fresc sobre Europa en una de les aules de l'escola CEIP Dr. Robert de Camprodon.

## Premis i reconeixements
Va participar en diverses exposicions d'art, i en algunes d'elles fou premiat.
- 1932 Exposició de París. Se li va concedir la tercera medalla
- 1932 Exposició Nacional de Madrid. Se li va concedir la tercera medalla
- 1936 Exposició de Màlaga. Se li va concedir la medalla d'or.